# الرسفورد، اسکس
الرسفورد (به انگلیسی: Alresford) یک روستا و محله مدنی در بریتانیا است که در تندرینگ واقع شده‌است. الرسفورد ۲٬۰۰۹ نفر جمعیت دارد.